# História militar do Azerbaijão
A história militar do Azerbaijão compreende milhares de anos de ações armadas no território que abrange o Azerbaijão moderno, bem como intervenções das Forças Armadas do Azerbaijão em conflitos no exterior. Acredita-se que os azerbaijanos sejam herdeiros de várias civilizações e povos antigos, incluindo os albaneses caucasianos nativos, tribos iranianas, como citas e alanos, e turcos Oghuz, entre outros (observe que vários povos modernos do Cáucaso podem rastrear seus ancestrais até mais de um dos esses mesmos povos antigos).
A localização do Azerbaijão na encruzilhada da Europa e da Ásia possibilitou que os azerbaijanos tivessem contato militar com as potências militares europeias e orientais.

## Antiguidade

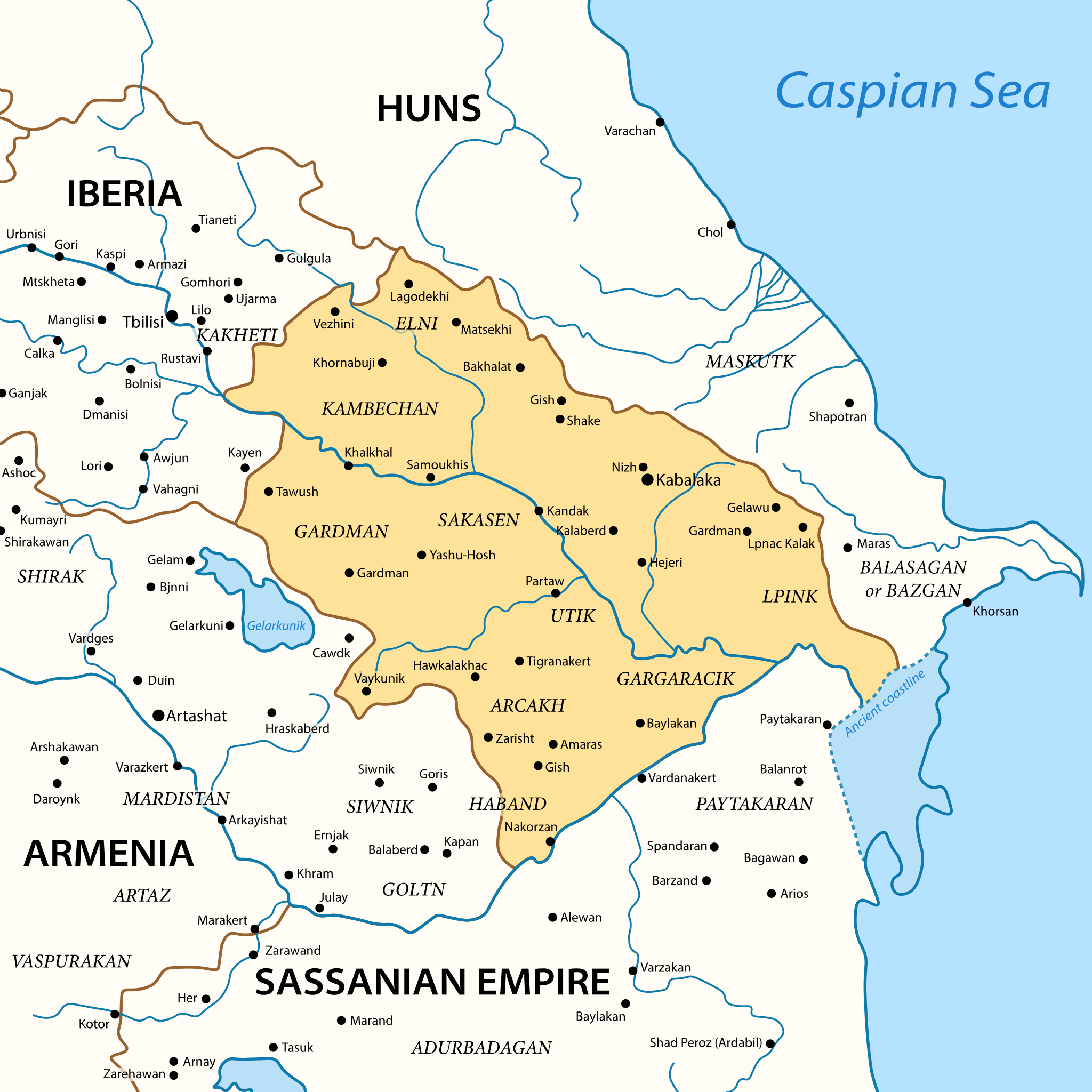
Albânia caucasiana nos séculos V e VI

### Albânia caucasiana
Acredita-se que os albaneses caucasianos foram os primeiros habitantes do Azerbaijão. Os primeiros invasores incluíam os citas, que chegaram à região no século IX a.C. O sul do Cáucaso foi eventualmente conquistado pelos aquemênidas por volta de 550 a.C. Foi por volta desse período que o Zoroastrismo se espalhou no Azerbaijão. Os aquemênidas, por sua vez, foram derrotados por Alexandre Magno em 330 a.C. Após o declínio dos selêucidas na Pérsia em 247 a.C., um reino armênio exerceu controle sobre partes do moderno Azerbaijão entre 190 a.C. e 428 d.C. Os albaneses caucasianos estabeleceram um reino no primeiro século a.C. e permaneceram em grande parte independentes até que os sassânidas transformaram o reino em uma província em 252 EC.:38 O governante da Albânia caucasiana, o rei Urnair, adotou oficialmente o cristianismo como religião do estado no século IV d.C., e a Albânia permaneceria um estado cristão até o século VIII. O controle sassânida terminou após sua derrota para os árabes muçulmanos em 642 d.C.

## Idade Média

### Conquistas islâmicas

Região do Cáucaso c. 740, após o fim da Segunda Guerra Árabe-Cazar. As guerras entre árabes e khazares viram o califado ganhar o controle do Azerbaijão

Os árabes muçulmanos derrotaram os sassânidas e bizantinos enquanto eles marchavam para a região do Cáucaso. Os árabes fizeram da Albânia caucasiana um estado vassalo depois que a resistência cristã, liderada pelo príncipe Javanxir, se rendeu em 667.:71 Entre os séculos IX e X, os autores árabes começaram a se referir à região entre os rios Cura e Aras como Arrã.:20 Durante este tempo, árabes de Baçorá e Cufa vieram para o Azerbaijão e confiscaram terras que os povos indígenas haviam abandonado; os árabes se tornaram uma elite proprietária de terras. Apesar dos bolsões de resistência contínua, a maioria dos habitantes do Azerbaijão se converteu ao Islã. Mais tarde, nos séculos X e XI, as dinastias curdas xadádida e rauádida governaram partes do Azerbaijão.

### xás de Xirvão
O xá de Xirvão ou xá de Xarvão, era o título nos tempos islâmicos medievais de uma dinastia persianizada de origem árabe. Os xás de Xirvão estabeleceram um estado nativo do Azerbaijão e eram governantes de Xirvão, uma região histórica no atual Azerbaijão. Os xás de Xirvão estabeleceram a mais longa dinastia islâmica do mundo islâmico.

### Seljúcidas e estados sucessores
O período seljúcida da história do Azerbaijão foi possivelmente ainda mais importante do que a conquista árabe, pois ajudou a moldar a nacionalidade etnolinguística dos modernos turcos azerbaijanos.
Após o declínio do Califado Abássida, o território do Azerbaijão foi sob a influência de numerosas dinastias como a Saláridas, Sájidas, Xadádidas, Rauádidas e Buídas. No entanto, no início do século XI, o território foi gradualmente conquistado por ondas de tribos turcas oguzes provenientes da Ásia Central. A primeira dessas dinastias turcas foram os Gasnévidas do norte do Afeganistão, que assumiram parte do Azerbaijão em 1030. Eles foram seguidos pelos seljúcidas, um ramo ocidental dos oguzes que conquistou todo o Irã e o Cáucaso e avançaram para o Iraque, onde derrubaram os buídas em Baguedade em 1055.

### Safávidas e a ascensão do islamismo xiita

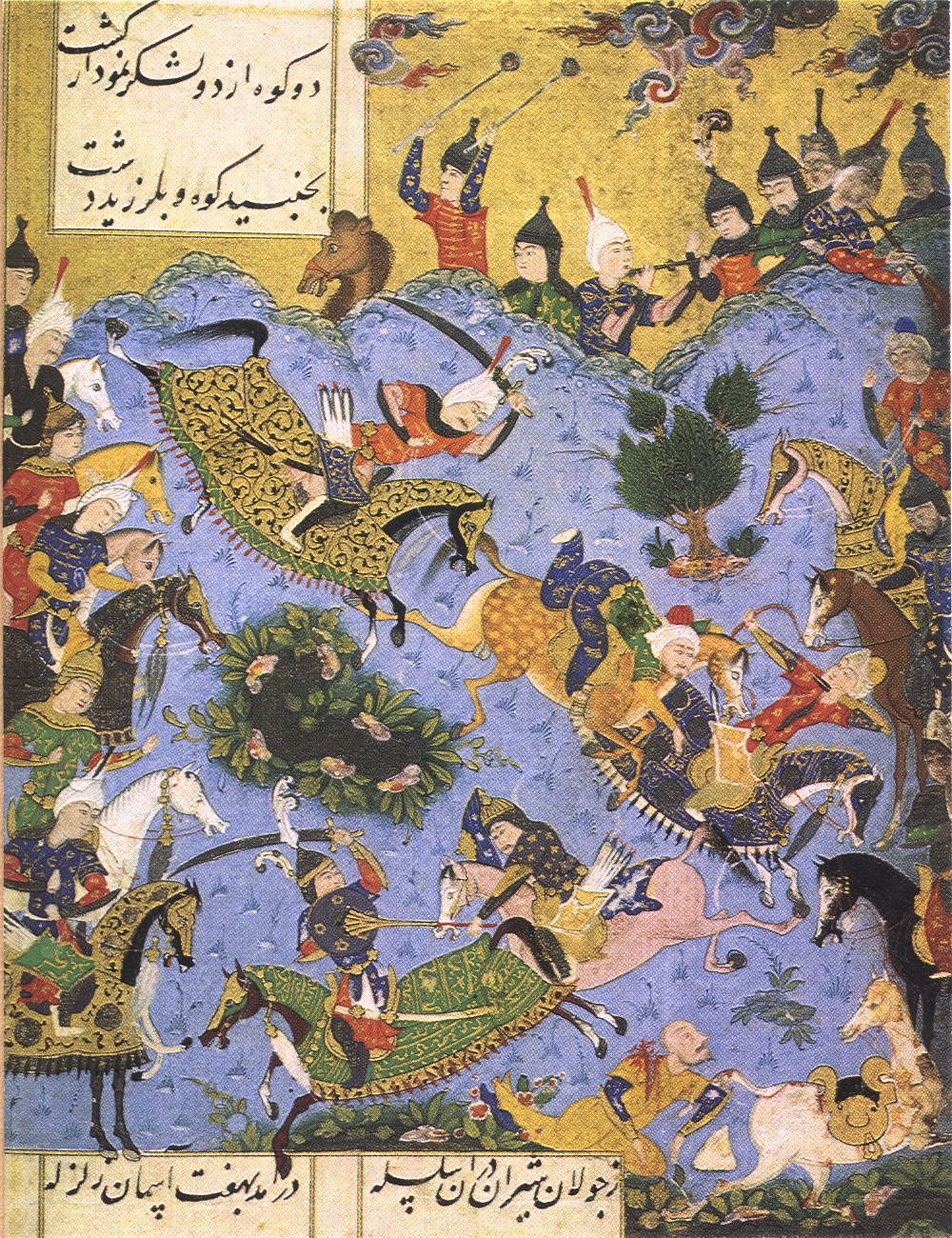
Descrição de uma batalha entre as forças safávidas e dos xás de Xirvão durante a conquista safávida de Xirvão em 1501

A ordem safávida era uma ordem religiosa sufita formada em 1330 pelo xeque Safi Adine de Ardabil (1252–1334), de quem recebeu o mesmo nome. Essa ordem se converteu abertamente ao ramo heterodoxo do xiismo duodecimano no final do século XV. Alguns seguidores safávidas, principalmente os turcos Quizilbache, acreditavam na natureza mística e esotérica de seus governantes e em sua relação com a casa de Ali e, portanto, estavam zelosamente predispostos a lutar por eles. Os governantes safávidas afirmavam ser descendentes do próprio Ali e de sua esposa Fátima, filha do profeta islâmico Maomé, por meio do sétimo imame Muça Alcazim. O número de Quizilbache aumentou no século XVI e seus generais foram capazes de travar uma guerra bem-sucedida contra o Confederação do Cordeiro Branco e capturar Tabriz. Os safávidas, liderados por Ismail I, expandiram sua base, saqueando Baku em 1501 e perseguindo os xás de Xirvão.

## Domínio russo
Após sua derrota pela Rússia na Guerra Russo-Persa de 1803-13, o Império Cajar foi forçada a assinar o Tratado de Gulistão em 1813, que reconheceu a perda do território para a Rússia. Os canatos locais foram abolidos (como em Bacu ou Ganja) ou aceitaram o patrocínio russo.

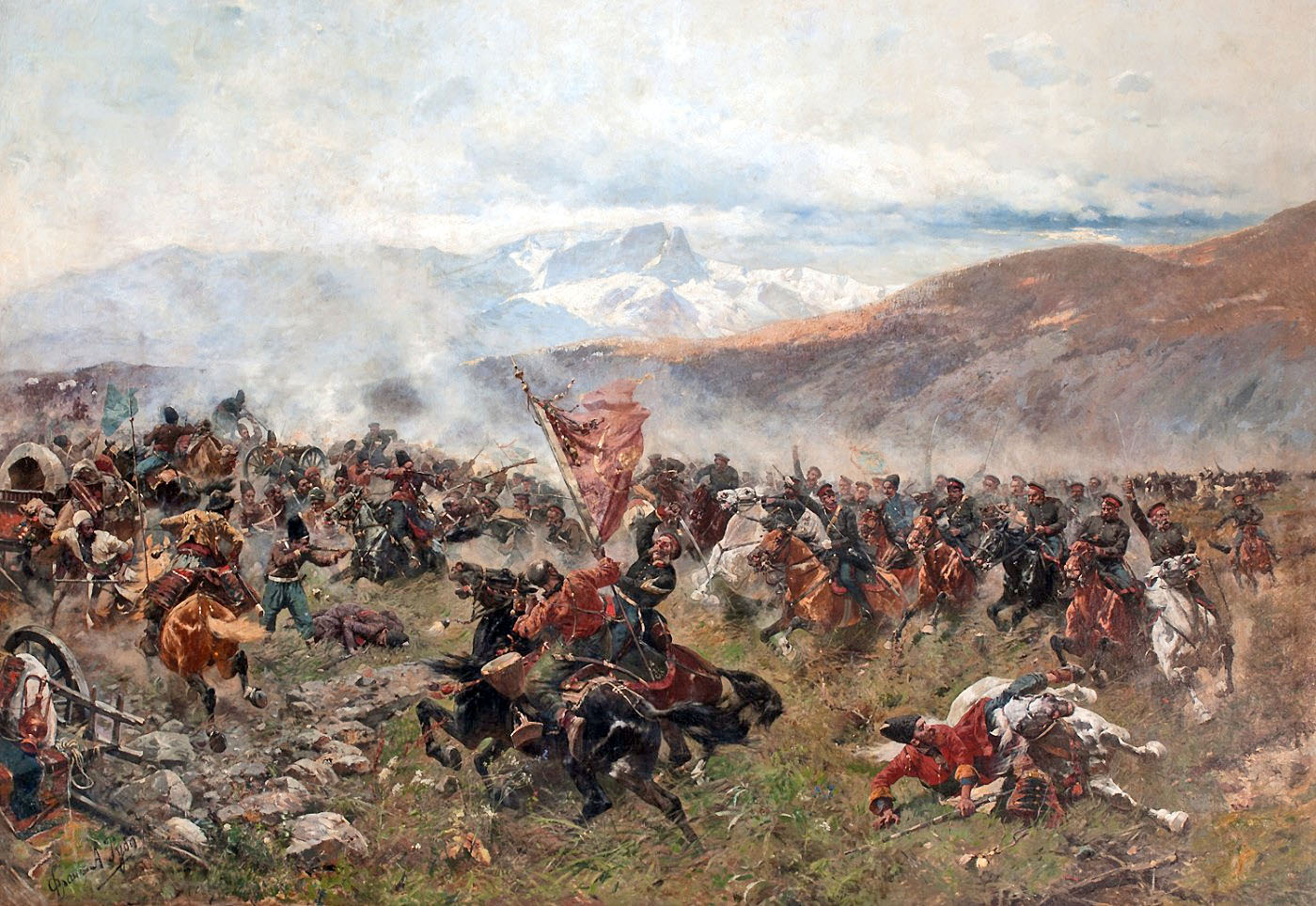
A Batalha de Ganja foi uma batalha que ocorreu na Guerra Russo-Persa de 1826-1828

Outra guerra russo-persa em 1826-28 resultou em outra derrota esmagadora para o exército iraniano. Os russos ditaram outro acordo final de acordo com o Tratado de Turcamanchai, que resultou na cessão dos territórios do Cáucaso pelos Cajares da Pérsia em 1828. O tratado estabeleceu as fronteiras atuais do Azerbaijão e do Irã com o fim do domínio dos khans locais. Nos territórios controlados pela Rússia, foram estabelecidas duas províncias que mais tarde constituíram a maior parte da República moderna – a província de Elisavetpol (Ganja) no oeste e a província de Shamakha no leste.

### Guerra Civil Russa
Após o colapso do Império Russo durante a Guerra Civil Russa, as administrações do Cáucaso formaram inicialmente o Comissariado da Transcaucásia em 1917. Em abril de 1918, a República Democrática Federativa Transcaucasiana foi proclamada, o que foi uma tentativa de formar uma união federal com a República da Armênia e a República Democrática da Geórgia. A república federal seria dissolvida um mês depois, e a República Democrática do Azerbaijão foi proclamada em Ganja em 28 de maio de 1918. Esta foi a primeira República Democrática estabelecida no Mundo Islâmico.

## República Democrática do Azerbaijão

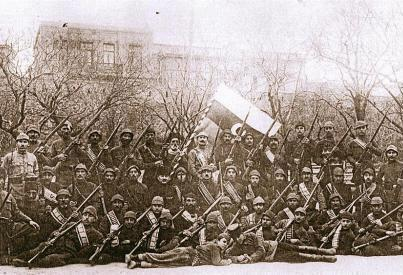
Soldados da recém-formada República Democrática do Azerbaijão em 1918

Entre as importantes conquistas do Parlamento recém-formado na república democrática, está a extensão do sufrágio às mulheres, tornando o Azerbaijão o primeiro estado muçulmano do mundo a dar às mulheres direitos políticos iguais aos dos homens. Nessa conquista, o Azerbaijão precedeu até mesmo países desenvolvidos como o Reino Unido e os Estados Unidos. Outra conquista importante da ADR foi o estabelecimento da Universidade Estatal de Bacu, a primeira universidade do tipo moderno fundada no Azerbaijão.
A história do moderno exército do Azerbaijão remonta à República Democrática do Azerbaijão em 1918, quando as Forças Armadas da República do Azerbaijão foram criadas em 26 de junho de 1918. O primeiro ministro de fato da Defesa do ADR foi o Dr. Khosrov bey Sultanov. Quando o Ministério foi formalmente estabelecido, o Gen. Samad bey Mehmandarov tornou-se o ministro e o tenente-general. Aliagha Shikhlinski, seu vice. Os chefes do Estado-Maior do Exército ADR eram o major-general. Habib Bey Salimov (1º de agosto de 1918 – 26 de março de 1919), Tenente-General. Mammad bey Shulkevich (26 de março de 1919 – 10 de dezembro de 1919) e Major-General. Abdulhamide Bei Gaitabaxi (10 de dezembro de 1919 – 28 de abril de 1920).
Alguns generais notáveis da República Democrática do Azerbaijão incluem:
- Tenente-General, Ali-Agha Shikhlinski (1865–1943)
- General-Ajudante, Huseyn Khan Nakhchivanski (1863–1919)
- Major-General, Abdulhamide Bei Gaitabaxi (1884–1920)
- Major-General, Habib Bey Salimov (1881–1920)
- Major-General, Ibrahim bey Usubov (1875–1920)
- Major-General, Murad Girey Tlekhas (1874–1920)
- Major-General, Emir-Kazim Mirza Qajar (1853–1920)
- Major-General, Mammad Mirza Qajar (1872–1920)
- Major-General, Aliyar-Bek Gashimbekow (1856–1920)
- Major-General, David-Bek Edigarow (1881–1920)
- Major-General, Firidun-Bey Wezirow (1850–1925)
- Major-General, Khalil-Bey Talishkhanov (1859–1920)

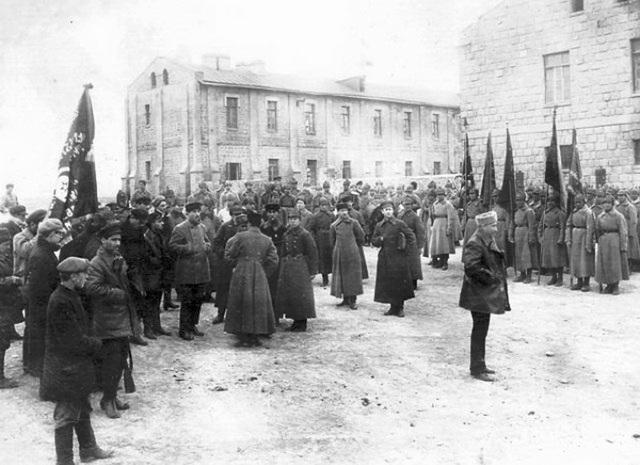
Em abril de 1920, as forças soviéticas invadiram o Azerbaijão, levando à dissolução da República Democrática do Azerbaijão

O Exército Vermelho invadiu o Azerbaijão em 28 de abril de 1920. Embora a maior parte do recém-formado exército azerbaijani estivesse empenhado em reprimir uma revolta armênia que acabara de estourar em Carabaque, os azerbaijanos não renunciaram à sua breve independência de 1918–20 com rapidez ou facilidade. Cerca de 20.000 do total de 30.000 soldados morreram resistindo ao que foi efetivamente uma reconquista russa. O Exército nacional do Azerbaijão foi abolido pelo governo bolchevique, 15 dos 21 generais do exército foram executados pelos bolcheviques.

### Marinha
A Marinha do Azerbaijão foi fundada em 1918. Quando o Império Russo entrou em colapso, o ADR herdou toda a flotilha russa do Cáspio. Entre as embarcações do ADR estavam as canhoneiras Kars, Ardahan, Astrabad, Geok-Tepe, Arax e Bailov. Os britânicos também entregaram um navio de guerra ao recém-independente Azerbaijão – um ex-navio russo no Mar Cáspio.

## Azerbaijão soviético

### Segunda Guerra Mundial

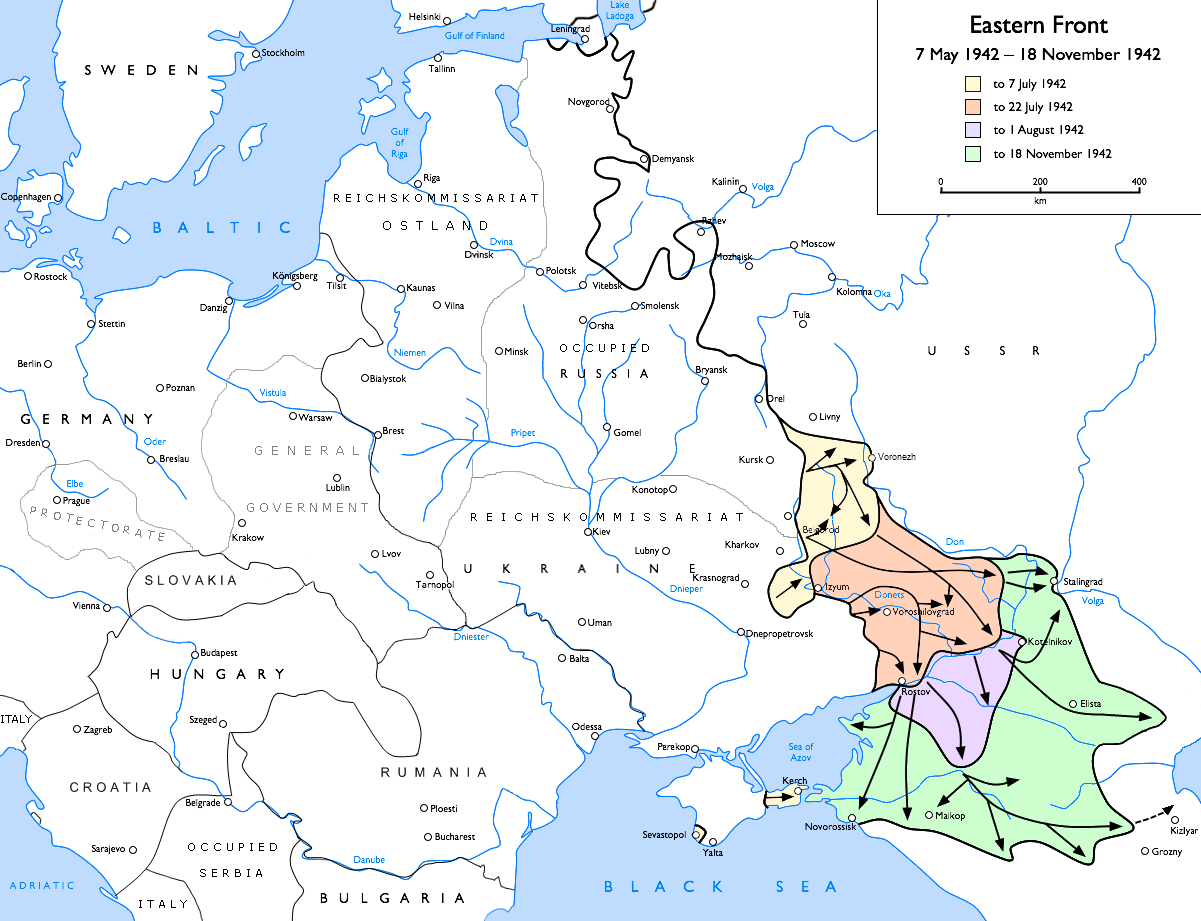
Em 1942, a Alemanha nazista lançou a Operação Edelweiss, a fim de obter o controle do Cáucaso e capturar os campos de petróleo de Baku

Durante a Segunda Guerra Mundial, o Azerbaijão desempenhou um papel crucial na política energética estratégica da União Soviética; muito do petróleo da União Soviética na Frente Oriental foi fornecido por Baku. Pelo Decreto do Soviete Supremo da URSS em fevereiro de 1942, o compromisso de mais de 500 trabalhadores e empregados da indústria petrolífera do Azerbaijão foi premiado com encomendas e medalhas. A Operação Edelweiss, realizada pela Wehrmacht alemã, tinha como alvo Baku por causa de sua importância como fornecedor de petróleo da URSS. Cerca de 800.000 azerbaijanos lutaram nas fileiras do exército soviético, 400.000 dos quais morreram na guerra. O Major-General do Azerbaijão Hazi Aslanov foi premiado duas vezes com o Herói da União Soviética. As formações militares nacionais do Exército Vermelho foram formadas em todas as repúblicas, incluindo o Azerbaijão. As seguintes unidades nacionais do Azerbaijão foram criadas durante a guerra:
- 27ª Divisão de Montanha
- 77ª Divisão de rifles de montanha em homenagem a Sergo Ordzhonikidze
- 151ª Divisão de Infantaria
- 217ª Divisão de Infantaria
- 223ª Divisão de Infantaria
- 227ª Divisão de Infantaria
- 271ª Divisão de Rifle[20]
- 396ª Divisão de Infantaria
- 402ª Divisão de Rifle
- 416ª Divisão de Rifles

87 batalhões e 1123 esquadrões de autodefesa também foram criados no território da SSR do Azerbaijão.
A mobilização afetou todas as esferas da vida. Os petroleiros estendiam seu trabalho a turnos de 12 horas, sem dias de folga, sem feriados e sem férias até o fim da guerra. Baku tornou-se o principal objetivo estratégico da ofensiva Fall Blau de Hitler em 1942. O exército alemão foi inicialmente paralisado nas montanhas do Cáucaso, depois derrotado de forma decisiva na Batalha de Stalingrado e forçado a recuar.
À semelhança de outros povos do Cáucaso, alguns azerbaijanos juntaram-se ao lado alemão. Essas unidades incluíam:
- Legião Aserbaidschanische
- Freiwilligen-Stamm-Regiment 2
- Formações de voluntários Waffen SS do Azerbaijão

### Guerra Soviético-Afegã
Cerca de 10.000 cidadãos do Azerbaijão participaram da Guerra Soviético-Afegã sob o exército soviético, 200 dos quais morreram.

## Atual república

### Primeira Guerra do Carabaque

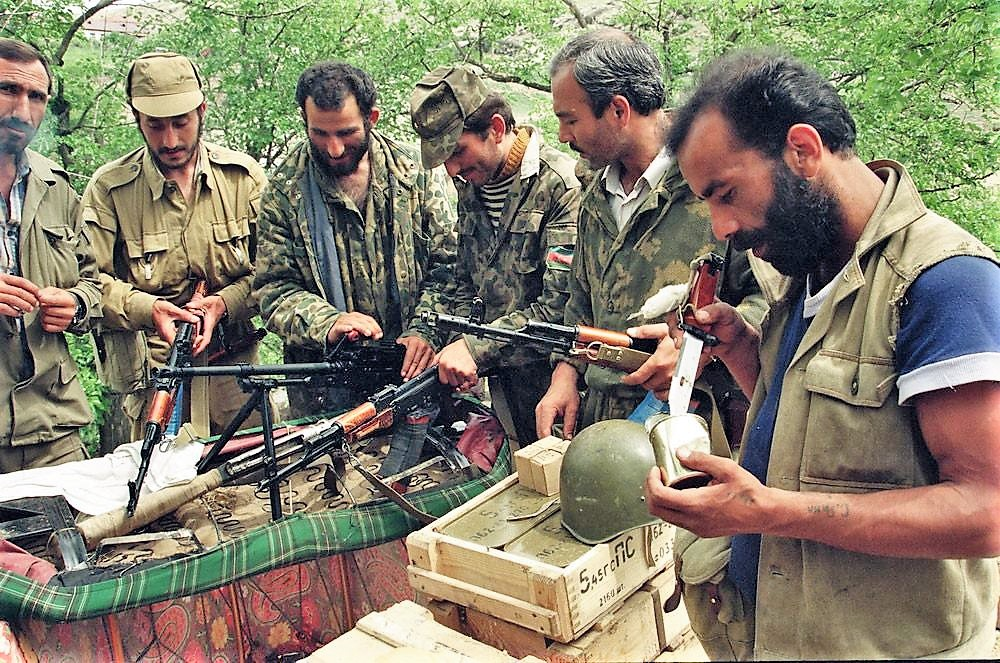
Soldados do Azerbaijão durante a Primeira Guerra do Alto Carabaque, 1992

No verão de 1992, o Ministério da Defesa do Azerbaijão, seguindo uma resolução do presidente do Azerbaijão sobre a privatização de unidades e formações no território azerbaijano, enviou um ultimato exigindo controle sobre veículos e armamentos dos 135º e 139º regimentos de rifles motorizados do 295º Fuzil Motorizado Divisão. O Azerbaijão foi a área de implantação de unidades do 4º Exército, que consistia em quatro divisões de rifles motorizados (23º, 60º, 296º e 75º) e unidades do exército prescritas que incluíam mísseis e brigadas de defesa aérea e regimentos de artilharia e foguetes. Ele também hospedou o 49º arsenal da Agência Principal de Mísseis e Artilharia do Ministério da Defesa da Federação Russa, que continha mais de 7.000 vagões carregados de munição com mais de um bilhão de unidades. A transferência da propriedade do 4º Exército (exceto parte da propriedade do 366º regimento de rifle motorizado da 23ª divisão capturada pelas formações armadas armênias em 1992 durante a retirada do regimento de Stepanakert) e do 49º arsenal foi concluída em 1992. Assim, no final de 1992, o Azerbaijão recebeu armas e equipamentos militares suficientes para aproximadamente quatro divisões de rifles motorizados com unidades do exército prescritas. Também herdou 50 aeronaves de combate do extinto 19º Exército de Defesa Aérea e navios da marinha.

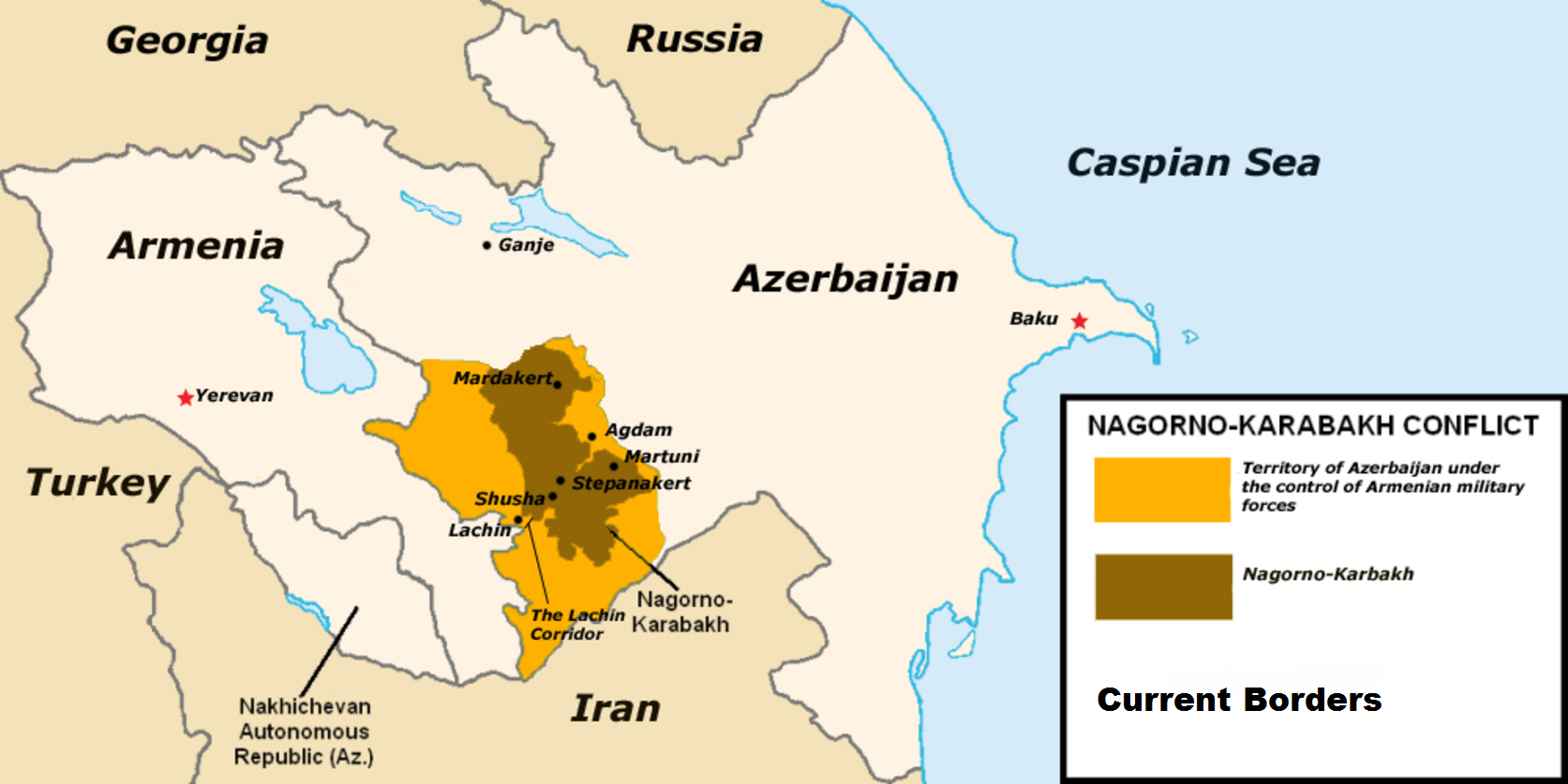
Situação militar de Alto Carabaque em maio de 2016

O exército do Azerbaijão sofreu uma série de derrotas significativas para a Armênia durante a Primeira Guerra do Alto Carabaque 1992–1994, que resultou na perda do controle do próprio Alto Carabaque e de sete raions circundantes, compreendendo 16% dos território do Azerbaijão. Fontes do Azerbaijão afirmam que a vitória armênia foi em grande parte devido à ajuda militar da Rússia e da rica diáspora armênia, enquanto os armênios negam parcialmente a alegação, afirmando que a Rússia estava igualmente fornecendo armas e mercenários aos lados armênio e azerbaijano. O exército do Azerbaijão empregou mercenários russos, ucranianos, chechenos e afegãos e foi auxiliado por conselheiros militares turcos durante a guerra.

### Século XXI

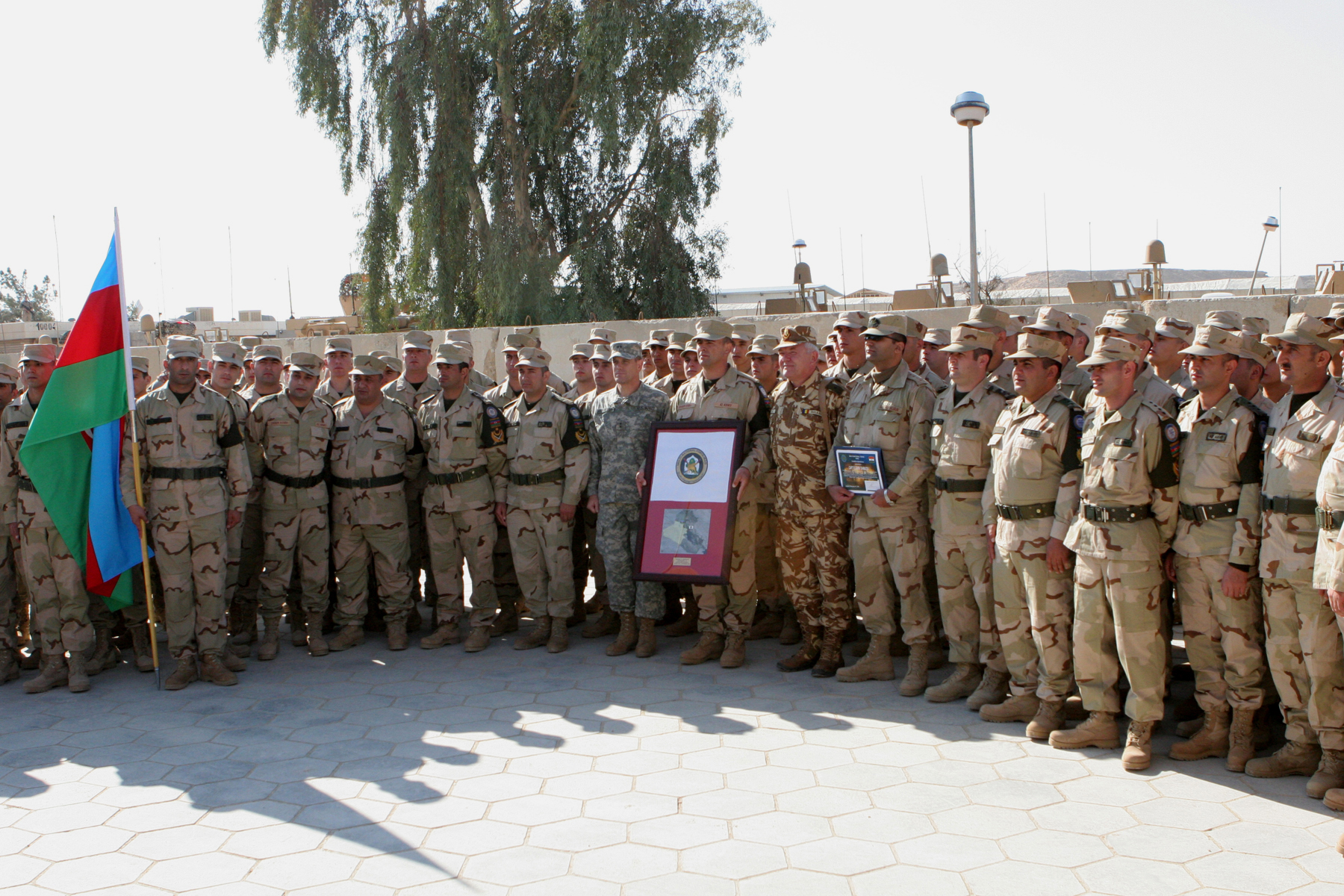
Soldados da 1ª Companhia de Manutenção da Paz do Azerbaijão na Base Aérea de Al Asad, durante a Guerra do Iraque

As Forças Armadas do Azerbaijão foram restabelecidas em 9 de outubro de 1991, de acordo com a Lei da República do Azerbaijão sobre as Forças Armadas do Azerbaijão. Inicialmente, o equipamento e as instalações do exército do Azerbaijão eram do 4º Exército (União Soviética). Desde a queda da União Soviética, o Azerbaijão vem tentando desenvolver ainda mais suas forças armadas para se tornarem militares profissionais, bem treinados e móveis. Desde 2005, o Azerbaijão aumentou seu orçamento militar para US$ 2,46 bilhões em 2009.
O Azerbaijão tem sua própria indústria de defesa, que fabrica armas pequenas e aeronaves militares. Há esperança de produzir outros equipamentos militares.
O Azerbaijão juntou -se à força multinacional durante a Guerra do Iraque e, de 2006 a 2008, enviou tropas para o norte do Iraque. O Azerbaijão forneceu 250 soldados. Cem soldados foram enviados em 29 de dezembro de 2004, para reforçar os 150 militares que já estão no país. Eles forneceram segurança para o povo turcomano local, bem como para locais religiosos e comboios. Tropas do Azerbaijão servem na Força Internacional de Assistência à Segurança liderada pela OTAN no Afeganistão. O uso generalizado de drones no conflito em curso de Alto Carabaque é uma novidade não apenas na história militar do Azerbaijão, mas também em geral.

### Segunda Guerra do Carabaque
Os confrontos começaram na manhã de 27 de setembro de 2020 ao longo da Linha de Contato. O total de baixas foi de poucos milhares. Após a captura de Shusha, o segundo maior assentamento no Alto Carabaque, pelas forças do Azerbaijão, um acordo de cessar-fogo foi assinado entre o Azerbaijão e a Armênia, encerrando todas as hostilidades na área. Sob o acordo, a Armênia devolveu os territórios vizinhos ocupados em 1994 para o Azerbaijão, enquanto o Azerbaijão ganhou acesso à terra para seu enclave de Nakhchivan